# 1863 dans les chemins de fer

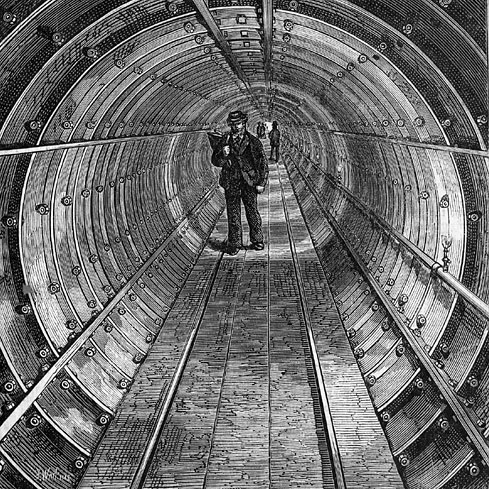
Intérieur du Tower Subway. Illustrated London News, 1870.

Chronologie des chemins de fer
1862 dans les chemins de fer - 1863 - 1864 dans les chemins de fer

## Évènements
- Liaison ferroviaire du Portugal avec l’Europe, via l’Espagne.

### Janvier
- 10 janvier.  Royaume-Uni :   mise en service du premier métro du monde, en l'occurrence, le premier tronçon de ce qui est aujourd'hui la Hammersmith & City line, entre Paddington et Farringdon.

### Mars
- 4 mars.  France :   ouverture de la section Billère-Dax de la ligne Toulouse - Bayonne (Midi).

- 20 mars.  États-Unis – Californie :   création du Freeport Rail road Company à Sacramento.

### Avril
- 8 avril.  France :   ouverture de la section Vias - Clermont-l'Hérault de la ligne Vias - Lodève (Midi).

- 10 avril.  France :   ouverture de la section Les Arcs - Cagnes-sur-Mer de la ligne de Marseille-Saint-Charles à Vintimille (frontière) (PLM).

### Mai
- 1er mai. France : concession de la Ligne de Grenoble à Montmélian au PLM.

- 13 mai.  Espagne :   inauguration du chemin de fer de Montblanch à Reus (Compañia del ferrocarril de Montblanch a Reus).

- 18 mai.  Espagne :   inauguration de la section Miranda de Ebro-Haro du chemin de fer de Tudela à Bilbao (Compañía del Ferrocarril de Tudela a Bilbao).

### Juin
- 11 juin.  France :   convention entre le gouvernement et la Compagnie du Chemin de fer de Paris à Orléans portant sur la concession des lignes de Tulle à Brive, Orsay à Limours, La Flèche à Aubigné, Châteaulin à Landerneau, Commentry à Gannat, Pithiviers à Malesherbes, Pithiviers à Orléans par Neuville, et des embranchements de Cahors à la ligne Périgueux-Agen, de Villeneuve-sur-Lot à la ligne Périgueux-Agen, et du bassin d'Ahun à Aubusson.

### Août
- 1er août.  France :   ouverture du pont ferroviaire de Pontoise, des raccordements d'Épluches et de Saint-Ouen-l'Aumône et des gares de Pontoise et de Saint-Ouen-l'Aumône (en centre-ville, près de la mairie) par la Compagnie des chemins de fer du Nord avec quatre ans de retard.

- 3 août.  France :   ouverture de la section Niversac - Agen de la ligne Limoges - Périgueux - Agen (Paris-Orléans).

- 14 août.  France :   ouverture de la section Clermont-l'Hérault - Lodève de la ligne Vias - Lodève (Midi).

### Septembre
- 8 septembre.  France :   ouverture de la section Lorient-Quimper de la ligne de Nantes à Châteaulin avec embranchement sur Napoléonville (Paris-Orléans).

- 24 septembre.  France :   ouverture de la section Épinal-Aillevillers de la ligne Nancy à Gray (Compagnie des chemins de fer de l'Est.)

- 24 septembre.  France :   ouverture de la section Vaivre-Gray de la ligne Nancy à Gray (Compagnie des chemins de fer de l'Est.)

- 14 septembre.  États-Unis – Californie :   première circulation d'un train sur la ligne alors en construction de San-Francisco à San-José (San Francisco & San Jose Rail road company).

### Octobre
- 17 octobre.  États-Unis – Californie :   ouverture de la section San Francisco-Menlo Park de la ligne de San-Francisco à San Jose (San Francisco & San Jose Rail road company).